# Saint-Geours-de-Maremne
Saint-Geours-de-Maremne település Franciaországban, Landes megyében. Lakosainak száma 2946 fő (2022. január 1.). Saint-Geours-de-Maremne Josse, Magescq, Orist, Rivière-Saas-et-Gourby, Saint-Vincent-de-Tyrosse, Saubusse, Soustons és Tosse községekkel határos.

## Népesség
A település népessége az elmúlt években az alábbi módon változott:
| Lakosok száma | 1237 | 1234 | 1434 | 1918 | 2461 | 2582 | 2673 | 2752 | 2812 | 2946 |
|               | 1968 | 1982 | 1990 | 2006 | 2013 | 2015 | 2017 | 2019 | 2020 | 2022 |